# Савельєво
Саве́льєво (рос. Савельево) — присілок у складі Дмитровського міського округу Московської області, Росія.

## Населення
Населення — 145 осіб (2010; 33 у 2002).
Національний склад (станом на 2002 рік):
- росіяни — 97 %